# Anne-Marguerite de Hesse-Hombourg
Anne-Marguerite de Hesse-Hombourg, née le 31 août 1629 à Hombourg et décédée le 3 août 1686 à Oberkotzau), est une princesse de Hesse-Hombourg.

## Biographie
Anne Marguerite est la seule fille de Frédéric Ier de Hesse-Hombourg (1585-1638) et de Marguerite-Élisabeth de Leiningen-Westerbourg (1604-1667).
Elle se marie le 5 mai 1650 à Hombourg avec Philippe-Louis de Schleswig-Holstein-Sonderbourg-Wiesenbourg (1620–1689). Ils ont 15 enfants :
- Frédéric, duc de Schleswig-Holstein-Sonderbourg-Wiesenbourg (1651-1724) épouse en 1672 (divorce en 1680) la princesse Caroline de Legnica-Brieg (en) (1652-1707) fille du duc Christian de Brzeg,
- George Guillaume (1652-1652),
- Sophie-Élisabeth de Schleswig-Holstein-Sonderbourg-Wiesenbourg (1653-1684) : épouse en 1676 le duc Maurice de Saxe-Zeitz (1619-1681),
- Charles-Louis (1654-1690),
- Éléonore-Marguerite (1655-1702): épouse en 1674 le prince Maximilien II de Liechtenstein (1641-1709),
- Christine-Amélie (1656-1666),
- Anne-Wilhelmine (1657-1657),
- Jean-Georges (1658-1658),
- Léopold-Georges (1660-1660),
- Guillaume-Christian (1661-1711),
- Frédérique-Louise (1662-1663),
- Sophie-Madeleine (1664-1720),
- Anne de Schleswig-Holstein-Sonderbourg-Wiesenbourg (1665-1748): épouse en 1702 le duc Frédéric-Henri de Saxe-Pegau-Neustadt (1668-1713),
- enfant inconnu (1666-1666),
- Jeanne-Madeleine-Louise (1668-1732).

À partir de 1659, elle emploie sa sœur de lait, Johanna Eleonora von Merlau. Johanna Eleonora se mariera avec Johann Wilhelm Petersen et professe une forme radicale de Piétisme. À la Cour, Johanna Eleonora rencontre Philipp Jacob Spener et Johann Jakob Schütz.